# 레온토폴리스

하이집트의 놈. 11번 놈의 수도가 레온토폴리스이다

레온토폴리스(Leontopolis. 사자의 도시)는 고대 이집트의 도시이다. 이집트어로는 타레무(Taremu)라고 불렸다. 현재는 텔 알 무크담(Tell al Muqdam)이라고 불린다.
레온토폴리스는 나일 삼각주의 중앙에 위치되어 있다. 고대 이집트의 행정구역인 놈의 수도 중 하나였으며, 이집트 제23왕조의 중심지이기도 했다.
그리스인들은 이 도시에 사자와 관련된 신들인 바스트, 세크메트, 마헤스의 신전이 있는 것을 보고 '레온토폴리스'라는 이름을 지었다.